# Сельское поселение Борисовское (Московская область)
Се́льское поселе́ние Бори́совское — упразднённое 8 февраля 2018 года муниципальное образование в бывшем Можайском муниципальном районе Московской области.

## Общие сведения
Образовано в соответствии с Законом Московской области от 30.03.2005 года № 95/2005-ОЗ «О статусе и границах Можайского муниципального района и вновь образованных в его составе муниципальных образований» в ходе муниципальной реформы.
Административный центр — село Борисово.
Глава сельского поселения — Король Иван Иванович. Председатель Совета депутатов сельского поселения — Докукин Алексей Викторович. Адрес администрации: 143216, Московская область, Можайский район, село Борисово, ул. Амбулаторная, д. 2.

## Население
| 2006  | 2007  | 2008  | 2009  | 2010  | 2011  |
| ----- | ----- | ----- | ----- | ----- | ----- |
| 2055  | ↗2309 | ↗2325 | ↗2338 | ↘2069 | ↗2075 |
| 2012  | 2013  | 2014  | 2015  | 2016  | 2017  |
| →2075 | ↘2074 | ↗2095 | ↗2106 | ↘2102 | ↘2072 |
| 2018  |       |       |       |       |       |
| ↘2064 |       |       |       |       |       |

## География
Расположено на юго-востоке Можайского района. Граничит с сельскими поселениями Юрловским, Замошинским, Бородинским и Спутник, городскими поселениями Уваровка и Можайск; сельским поселением Дороховским Рузского района; городским поселением Верея и сельским поселением Веселёвским Наро-Фоминского района. Площадь территории сельского поселения составляет 26 891 га (268,91 км²).

## Местное самоуправление
Структуру органов местного самоуправления составляют:
- Совет депутатов сельского поселения; состоит из 10 депутатов избираемых на муниципальных выборах на основе всеобщего, равного и прямого избирательного права при тайном голосовании сроком на 4 года.
- Глава сельского поселения сроком на 4 года.

Партийный состав Совета депутатов сельского поселения Борисовское:
| Партии | Партии              | 2013 | 2017 |
| ------ | ------------------- | ---- | ---- |
|        | Единая Россия       | 5    | —    |
|        | ЛДПР                | 1    | —    |
|        | КПРФ                | 2    | 10   |
|        | Справедливая Россия | 2    | —    |
| Всего  | Всего               | 10   | 10   |

Глава сельского поселения Борисовское
- Трусов Сергей Петрович — с 10 сентября 2017 года[19].

## Состав сельского поселения
В состав сельского поселения входит 41 населённый пункт упразднённых административно-территориальных единиц — Борисовского и Ямского сельских округов Можайского района Московской области:
| Вид     | Наименование                      | Население, чел. | Бывшая административно- территориальная единица |
| ------- | --------------------------------- | --------------- | ----------------------------------------------- |
| деревня | Аксентьево                        | 10              | Ямской сельский округ                           |
| деревня | Алексеенки                        | 0               | Ямской сельский округ                           |
| деревня | Андреевское                       | 279             | Борисовский сельский округ                      |
| деревня | Артёмки                           | 101             | Ямской сельский округ                           |
| деревня | Бараново                          | 41              | Борисовский сельский округ                      |
| деревня | Болото Старое                     | 0               | Ямской сельский округ                           |
| деревня | Большие Парфёнки                  | 117             | Ямской сельский округ                           |
| деревня | Большое Соколово                  | 69              | Ямской сельский округ                           |
| село    | Борисово                          | 934             | Борисовский сельский округ                      |
| деревня | Бугайлово                         | 4               | Борисовский сельский округ                      |
| деревня | Власово                           | 32              | Борисовский сельский округ                      |
| деревня | Денежниково                       | 3               | Борисовский сельский округ                      |
| посёлок | дорожно-эксплуатационного участка | 74              | Ямской сельский округ                           |
| деревня | Ельня                             | 16              | Ямской сельский округ                           |
| деревня | Заречье                           | 23              | Борисовский сельский округ                      |
| деревня | Знаменка                          | 1               | Ямской сельский округ                           |
| деревня | Камынинка                         | 5               | Борисовский сельский округ                      |
| деревня | Кикино                            | 3               | Борисовский сельский округ                      |
| деревня | Клемятино                         | 2               | Ямской сельский округ                           |
| деревня | Коровино                          | 47              | Борисовский сельский округ                      |
| деревня | Кромино                           | 12              | Ямской сельский округ                           |
| деревня | Лыткино                           | 149             | Борисовский сельский округ                      |
| деревня | Малое Новосурино                  | 22              | Ямской сельский округ                           |
| деревня | Малое Соколово                    | 6               | Ямской сельский округ                           |
| деревня | Малые Парфёнки                    | 2               | Ямской сельский округ                           |
| деревня | Михайловское                      | 0               | Ямской сельский округ                           |
| деревня | Пеньгово                          | 2               | Борисовский сельский округ                      |
| деревня | Починки                           | 0               | Ямской сельский округ                           |
| деревня | Пятково                           | 4               | Борисовский сельский округ                      |
| деревня | Рогачёво                          | 2               | Ямской сельский округ                           |
| деревня | Сивково                           | 2               | Ямской сельский округ                           |
| деревня | Собольки                          | 7               | Ямской сельский округ                           |
| деревня | Старое Село                       | 6               | Борисовский сельский округ                      |
| деревня | Судаково                          | 2               | Борисовский сельский округ                      |
| деревня | Телятьево                         | 6               | Борисовский сельский округ                      |
| деревня | Утицы                             | 11              | Ямской сельский округ                           |
| деревня | Фомино                            | 5               | Ямской сельский округ                           |
| деревня | Цыплино                           | 35              | Борисовский сельский округ                      |
| деревня | Чебуново                          | 15              | Ямской сельский округ                           |
| деревня | Юдинки                            | 4               | Ямской сельский округ                           |
| деревня | Язёво                             | 2               | Борисовский сельский округ                      |